# Christopher-Fares Köhler
Christopher-Fares Köhler (* 1987 in Wiesbaden) ist ein deutscher Regisseur, Dramaturg, literarischer Übersetzer und Kurator.

## Leben
Christopher-Fares Köhler wuchs in Deutschland und Jordanien auf. Er studierte von 2009 bis 2012 Theaterwissenschaft und Anglistik an der Universität Leipzig und von 2012 bis 2015 Theaterwissenschaft (M.A.) an der Freien Universität Berlin. In den Jahren von 2013 bis 2015 war er dramaturgischer Assistent von Falk Richter. In der Spielzeit 2017/18 war er Teil der Dramaturgie an den Münchner Kammerspielen bei Benjamin von Blomberg, in der Intendanz von Matthias Lilienthal. Von 2018 bis 2019 arbeitete er als Dramaturg (u. a. für das Exil Ensemble) und als künstlerischer Referent von Jens Hillje am Maxim-Gorki-Theater Berlin.
Köhler arbeitet außerdem als literarischer Übersetzer, vornehmlich für arabische Autoren. Er arbeitet u. a. für das Theater der Welt Festival 2017 in Hamburg, für das Zürcher Theater Spektakel, das Theater an der Ruhr, das Boat People Projekt, die Volksbühne Berlin, die Münchner Kammerspiele und das Maxim-Gorki-Theater Berlin.
In den Spielzeiten 2020/2021 bis 2022/2023 war er Dramaturg am Schauspiel Dortmund, in der Intendanz von Julia Wissert. Am Schauspiel Dortmund initiierte und kuratierte er das Queer-Festival. Seit der Spielzeit 2023/2024 ist er Dramaturg am Deutschen Theater Berlin, in der Intendanz von Iris Laufenberg.

## Übersetzungen (Auswahl)
- Existenz von Wihad Suleiman – Royal Court Theater London - Autorenwerkstatt
- Iphigenie von Mohammad Al Attar (Regie: Omar Abusaada) – Volksbühne Berlin - 2017[10]
- The Song of Roland - (Regie: Wael Shawky) – Theater der Welt Festival Hamburg - 2017
- Nora und ihr anderer Name von Ayham Abu Shaqra (Regie: Wessam Talhouq) – Boat People Projekt Göttingen - 2018[11]
- Mythen der Wirklichkeit #8 – Salty Roads (Regie: Bashar Murkus) – Maxim Gorki Theater Berlin - 2019[12]
- Layl/Nacht – Ali Chahrour – Kunstfest Weimar 2019 / Zürcher Theaterspektakel 2019

## Dramaturgie (Auswahl)
- Small Town Boy von Falk Richter (Regie: Falk Richter) – Maxim Gorki Theater Berlin – 2014
- 1968 Projekt – (Teil 1 Regie: Leonie Böhm) – Münchner Kammerspiele – 2018
- Bambi & Die Themen - (Szenische Einrichtung: Bonn Park) - Berliner Festspiele/Stückemarkt des Berliner Theatertreffens – 2019[13]
- Mythen der Wirklichkeit #8 – Salty Roads (Regie: Bashar Murkus) – Maxim Gorki Theater Berlin – 2019
- In My Room – Ein Projekt von Falk Richter & Ensemble (Regie: Falk Richter) - Maxim Gorki Theater Berlin – 2020 (Eingeladen zu den Mülheimer Theatertagen: Stücke 2020)[14][15]
- 2170 - Was wird die Stadt gewesen sein, in der wir leben werden? (Regie: Julia Wissert in einer Fassung von Christopher-Fares Köhler, Sabine Reich und Julia Wissert) - Schauspiel Dortmund – 2020
- Lust for Life (Regie: Selen Kara) - Schauspiel Dortmund / Theater Dortmund – 2020
- Das Mrs.Dalloway Prinzip nach Mrs.Dalloway von Virginia Woolf /4.48 Psychose von Sarah Kane (Regie: Selen Kara) - Schauspiel Dortmund/Theater Dortmund – 2021
- Die Tonight, Live Forever oder Das Prinzip Nosferatu von Sivan Ben Yishai (Regie: Paul Spittler) - Schauspiel Dortmund/Theater Dortmund - 2022
- Woyzeck nach Georg Büchner (Regie: Jessica Weisskirchen) - Schauspiel Dortmund/Theater Dortmund - 2022
- Über Leben oder ἀτλαντὶς νῆσος. oder näher, mein gott, zu dir. oder alles war für immer bis es aufhörte. von Konstantin Küspert und Annalena Küspert -(Regie: Ruven Bircks) - Schauspiel Dortmund/Theater Dortmund -2022 (Eingeladen zum Heidelberger Stückemarkt 2023)
- Edward 2 - Die Liebe bin ich von Ewald Palmetshofer nach Christopher Marlowe (Regie: Jessica Weisskirchen) - Deutsches Theater Berlin - 2023
- Nora oder Wie man das Herrenhaus kompostiert von Sivan Ben Yishai (Regie: Anica Tomić) - Deutsches Theater Berlin - 2024

## Kuration
- Lange Nacht der Neuen Dramatik 2018 – Münchner Kammerspiele – 2018
- PostHeimat - The Art of (En)Countering - Organisiert und Kuratiert mit Monica Marotta - Maxim Gorki Theater Berlin – März 2020[16]
- Queer-Festival-2021-FutureLovers-(Kurator) -2021 - Schauspiel Dortmund/Theater Dortmund – 2021[17]
- Queer-Festival-2022-Xtatic Pleasures-(Kurator) - 2022 - Schauspiel Dortmund/Theater Dortmund[18]

## Belege
1. ↑  Kick off-Festival & Impuls blog.schauspieldortmund.de
2. ↑  KATASTROPHE #1 EINE REIHE DES ENSEMBLES / MAJA BECKMANN: „PORNOSTAR“. Archiviert vom Original (nicht mehr online verfügbar) am 5. Juni 2019; abgerufen am 5. Juni 2019.  Info: Der Archivlink wurde automatisch eingesetzt und noch nicht geprüft. Bitte prüfe Original- und Archivlink gemäß Anleitung und entferne dann diesen Hinweis.
3. ↑  Der Zementgarten – Cammerspiele Leipzig. Abgerufen am 5. Juni 2019.
4. ↑  Deportation Cast. (PDF) Theater Oberhausen, 2016, archiviert vom Original (nicht mehr online verfügbar) am 17. April 2017; abgerufen am 5. Juni 2019.  Info: Der Archivlink wurde automatisch eingesetzt und noch nicht geprüft. Bitte prüfe Original- und Archivlink gemäß Anleitung und entferne dann diesen Hinweis.
5. ↑  Christopher-Fares Köhler. Abgerufen am 21. Mai 2019.
6. ↑  Uraufführung Medea. (PDF) Theater Oberhausen, 2017, ehemals im Original (nicht mehr online verfügbar); abgerufen am 5. Juni 2019. (Seite nicht mehr abrufbar. Suche in Webarchiven)
7. ↑  FINNISCH oder ICH MÖCHTE DICH VIELLEICHT BERÜHREN im Theaterdiscounter. Abgerufen am 5. Juni 2019.
8. ↑  Christopher-Fares Köhler – henschel SCHAUSPIEL. Abgerufen am 15. Mai 2019.
9. ↑  Queer Festival 2021 Future Lovers blog.schauspieldortmund.de
10. ↑  Christian Rakow: Iphigenie – Die neue Volksbühne Berlin beginnt ihr Schauspielprogramm mit Mohammad Al Attars Euripides-Variation im Hangar 5 in Tempelhof. Abgerufen am 21. Mai 2019 (deutsch).
11. ↑  Jan Fischer: Nora und ihr anderer Name – Das freie Göttinger Theater Boat People Projekt zeigt ein Stück über Identität und Heimatverlust des syrischen Autors Ayham Abu Shaqra. Abgerufen am 2. Juni 2019 (deutsch).
12. ↑  Salty Roads - طرق مالحة Mythen der Wirklichkeit #8. Abgerufen am 8. Februar 2020.
13. ↑  Berliner Festspiele: BAMBI & Die Themen - Theatertreffen. Abgerufen am 25. April 2021.
14. ↑  Stücke 2020 – Mülheimer Theatertage. Abgerufen am 30. März 2020.
15. ↑  In My Room. Abgerufen am 8. Februar 2020.
16. ↑  PostHeimat. Abgerufen am 18. Oktober 2020.
17. ↑  Queer Festival 2021 – FUTUR III. Abgerufen am 18. September 2021 (deutsch).
18. ↑  Queer-Festival: Theater Dortmund. Abgerufen am 29. November 2022.

| Personendaten    | Personendaten                                 |
| ---------------- | --------------------------------------------- |
| NAME             | Köhler, Christopher-Fares                     |
| KURZBESCHREIBUNG | deutscher Regisseur, Dramaturg und Übersetzer |
| GEBURTSDATUM     | 1987                                          |
| GEBURTSORT       | Wiesbaden                                     |